# Pedro Paulo Dias
Pedro Paulo Dias de Carvalho (Chaves, 29 de junho de 1959) é um médico e político brasileiro filiado ao Partido Liberal (PL).

## Biografia
Nasceu na Ilha Caviana, município de Chaves, no Pará. Filho do agricultor Elpídio Magalhães de Carvalho e da dona de casa Adair Dias de Carvalho, é o oitavo de uma família de nove filhos.
Pedro Paulo chegou ainda criança na cidade de Macapá, capital do então Território Federal do Amapá, onde cursou o Ensino Fundamental no Colégio Barão do Rio Branco e Colégio Amapaense. Aos 16 anos de idade foi matriculado na Escola Agrotécnica de Manaus, no curso de Técnicas Agrícolas, em regime de internato, onde concluiu o Ensino Médio.
Em 1978 ingressou na antiga Faculdade Estadual de Medicina do Pará (FEMP), na época pertencente à antiga Fundação Educacional do Pará (FEP), atual Universidade do Estado do Pará (UEPA), concluindo o curso em 1983. Posteriormente, mudou-se para São Paulo e, como médico residente, concluiu duas especializações: uma em urologia e outra em cirurgia geral.
Em 1987 iniciou suas atividades médicas no Hospital Geral de Macapá, hoje Hospital de Clínicas Alberto Lima (HCAL). Em 1988 fundou, juntamente com seus irmãos também médicos Raimundo, Elpídio e Benedito, a Clínica Santa Rita.
Em 1991 foi nomeado pelo então governador do Amapá, Anníbal Barcellos, diretor clínico do Pronto-Socorro Oswaldo Cruz, atual Hospital de Emergências.
Passou a ganhar visibilidade na política amapaense ao apoiar nos bastidores as eleições de seus irmãos Fernando Dias (vereador de Macapá em 1988 e 1992), João Dias (deputado estadual em 1990 e 1994) e Benedito Dias (deputado federal em 1998 e 2002). Dessa forma, foi indicado pelo então deputado federal e irmão Benedito Dias candidato a vice-governador na chapa encabeçada pelo então ex-deputado estadual Antônio Waldez Góes da Silva no pleito de 2002, que havia sido derrotado no segundo turno por João Capiberibe nas eleições para governador em 1998, e por Anníbal Barcellos, nas eleições para prefeito de Macapá em 1996.
Em 2002 foi eleito vice-governador do estado do Amapá, cargo para o qual foi reeleito nas eleições de 2006, assumindo em seguida a presidência do Diretório Regional do Partido Progressista (PP) no Amapá.
Em 2007 foi nomeado secretário de estado da Saúde do Amapá, em meio a uma séria crise na área, durante o primeiro ano do segundo mandato do governador Waldez Góes. Permaneceu no cargo até abril de 2010, quando assumiu o cargo de governador do estado do Amapá, com a renúncia do titular que, na época, lançava-se candidato ao Senado Federal. Em junho daquele ano, foi lançada a sua candidatura à reeleição, tendo como candidato a vice-governador Alberto Góes do Partido Democrático Trabalhista (PDT).
Há apenas 23 dias do pleito, em 10 de setembro de 2010, foi preso pela Polícia Federal, junto de outras 17 pessoas, entre elas o ex-governador do Amapá Waldez Góes e a ex-primeira-dama Marília Góes, durante a Operação Mãos Limpas, todos acusados de desviar recursos públicos da educação do estado do Amapá e da União. Foi solto da carceragem da Superintendência da Polícia Federal, em Brasília, em 20 de setembro, reassumindo o cargo, ficando em quarto lugar na votação geral para governador.
Em janeiro de 2011 transmitiu o cargo de governador a Camilo Capiberibe, do Partido Socialista Brasileiro (PSB), voltando às suas atividades como médico-cirurgião no Hospital São Camilo e São Luís e no Hospital de Clínicas Alberto Lima (HCAL), na cidade de Macapá.
Em 2017 Pedro Paulo Dias de Carvalho foi absolvido das acusações a ele imputadas pela Operação Mãos Limpas de 2010.